# でも、手を出すな!
『でも、手を出すな!』（でも、てをだすな!）は、日本の音楽ユニット・UKASUKA-Gの1作目の配信限定シングル。2013年3月20日にトイズファクトリーより発売された。

## 背景・音楽性
2012年夏、桜井和寿がサッカーやフットサルのチームメイトであるGAKU-MCに、2014 FIFAワールドカップに向けて「手を出すな!」の2014年バージョンを作ろうと話を持ちかけたことから制作された。2006年に「GAKU-MC / 桜井和寿 (Mr.Children)」名義で発表された楽曲「手を出すな!」と対を成す楽曲。
本楽曲は桜井が主体となって制作された。本楽曲のついて、桜井は「プレーヤーが熱くなってサッカーをやっている時の興奮みたいなもの…、“興奮”と“真剣さ”って言うものが感じられるような熱いものをやりたいと思って」と語っている。
ドラムはMr.Childrenの鈴木英哉が演奏している。また、ベースも桜井が担当。

## リリース・プロモーション
桜井和寿とGAKU-MCのコラボレーション・シングルとしては、2006年に発売された『手を出すな!』以来7年ぶりとなり、正式にUKASUKA-G（後にウカスカジーに表記変更）とユニット名が付いてからは初めての楽曲となる。
本作発表と同時に、2013年5月2日に国立代々木競技場第二体育館でイベント『MIFA presents YOYOGI CUP』の開催が発表された。これは、桜井とGAKUの新プロジェクト・MIFA (Music Interact Football for All) による音楽とフットボールを融合させたイベントで、約2700人を動員した。アーティストによる音楽ライブのほか、UKASUKA-Gと日本フットボールリーグチームとのフットサル、フリースタイルフットボール集団・球舞 -CUBE- やセパタクロー日本代表チーム・Team 蹴 [kelu] によるパフォーマンスが行なわれた。ライブにはUKASUKA-Gのほかにナオト・インティライミが出演。また、ゲストとして名波浩、福西崇史、藤田俊哉、中山雅史、シークレット・ゲストとして小野伸二が参加した。このイベントで、本楽曲もライブ初披露された。

## 収録曲
1. でも、手を出すな! [4:15]
  - 作詞・作曲・編曲・プロデュース：UKASUKA-G

## 参加ミュージシャン
- 桜井和寿：Vocal, Chorus, Acoustic Guitar, Electric Guitar, Bass, Programming
- GAKU-MC：Rap, Chorus
- 鈴木英哉 (Mr.Children)：Drums

## 収録アルバム
- 『AMIGO』 - 冒頭のケン・マスイによるDJをカットした「でも、手を出すな! (2014 Ver.)」として収録。